# Metagonimus
Metagonimus ist eine Gattung der Saugwürmer aus der Familie der Heterophyidae. Es handelt sich um Parasiten im Dünndarm von Säugetieren, einschließlich des Menschen. Der wichtigste Vertreter und gleichzeitig Typspezies ist Metagonimus yokogawai. Er befällt Hunde, Katzen, Schweine und den Menschen. Die Vertreter haben einen heteroxenen Lebenszyklus. Ihr erster Zwischenwirt sind Schnecken. Hier entwickeln sich die Zerkarien, welche in den zweiten Zwischenwirt, Fische, eindringen. Im Fisch entwickeln sich die ansteckenden Metazerkarien, welche vom Endwirt mit dem Fisch aufgenommen werden. Der Befall verläuft, wie der Befall mit der Schwestergattung Heterophyes (Heterophyose), meist symptomlos und wird als Metagonimose (Syn. Metagonimiasis) bezeichnet.
Metagonimus ist durch einen, neben der Medianebene liegenden, unbewaffneten Bauchsaugnapf gekennzeichnet. Von der Gattung Heterophyes unterscheiden sie sich durch das Fehlen eines Genitalsaugnapfes und eines Gonotyls. Von der Gattung Haplorchis können sie anhand der zwei Hoden unterschieden werden.
Zur Gattung gehören elf Arten:
- Metagonimus ciureanus Witenberg, 1929
- Metagonimus hakubaensis Shimazu, 1999
- Metagonimus katsuradai Izumi, 1935
- Metagonimus minutus Katsuta, 1932
- Metagonimus miyatai Saito et al., 1997
- Metagonimus otsurui Saito & Shimizu, 1968
- Metagonimus ovatus Yokogawa, 1913
- Metagonimus romanicus Ciurea, 1915
- Metagonimus suifunensis Shumenko et al., 2017
- Metagonimus takahashii Suzuki, 1930
- Metagonimus yokogawai Katsurada, 1912

M. yokogawai, takahashii und miyatai sind die  in Japan und Korea beim Menschen vorkommenden Arten, M. minutus tritt in Taiwan auf. Bei der Lektüre älterer Literatur über M. yokogawai muss beachtet werden, das dabei meist M. takahashii oder M. miyatai beschrieben wurden. M. ciureanus und M. romanicus kommen auf der Balkanhalbinsel, in der Türkei sowie im Nahen und Mittleren Osten vor. Infektionen des Menschen sind extrem selten, da die Metazerkarien in den Schuppen sitzen und in diesen Regionen Fische allenfalls entschuppt und in der Regel gegart konsumiert werden.